# Каблешково (Добрицька область)
Кабле́шково (болг. Каблешково) — село в Добрицькій області Болгарії. Входить до складу общини Тервел.

## Населення
За даними перепису населення 2011 року у селі проживала 581 особа.
Національний склад населення села:
| Національність   | Кількість осіб | Відсоток |
| ---------------- | -------------- | -------- |
| цигани           | 254            | 55,2%    |
| турки            | 156            | 33,9%    |
| болгари          | 48             | 10,4%    |
| Всього відповіли | 460            |          |

Розподіл населення за віком у 2011 році:
Динаміка населення: